# Chrysosoma excitatum
Chrysosoma excitatum är en tvåvingeart som beskrevs av Frey 1924. Chrysosoma excitatum ingår i släktet Chrysosoma och familjen styltflugor. Inga underarter finns listade i Catalogue of Life.